# 190
| [ Edytuj tabelę ] |                        |
| Cesarz Chin       | - 189 Han Xiandi 220   |
| Władca Korei      | - 179 Kogukch’ŏn 197   |
| Papież            | - 189 Wiktor I 199     |
| Król Partów       | - 147 Wologazes IV 191 |
| Cesarz Rzymu      | - 180 Kommodus 192     |

Rok 190 / CXC
stulecia: I wiek ~
II wiek ~
III wiek

lata: 180 «
185 «
186 «
187 «
188 «
189 «
190
» 191
» 192
» 193
» 194
» 195
» 200

## Wydarzenia
- Pertynaks stłumił zamieszki w rzymskiej Afryce.

## Zmarli
- 22 marca – Liu Bian, cesarz Chin (ur. 173).
- Atenagoras z Aten, apologeta chrześcijański (ur. ≈133).
- Lukian z Samosat, grecko-rzymski retor i satyryk (ur. ≈120).
- Marcus Aurelius Cleander, prefekt pretorianów.